# Psychomyia pajauensis
Psychomyia pajauensis is een schietmot uit de familie Psychomyiidae. De soort komt voor in het Oriëntaals gebied.